# Brandeville
Brandeville is een gemeente in het Franse departement Meuse (regio Grand Est) en telt 141 inwoners (1999).
De plaats maakt deel uit van het kanton Montmédy in het arrondissement Verdun. Tot 1 januari 2015 was het deel van het kanton Damvillers, dat op die dag werd opgeheven.

## Bezienswaardigheden
- Nécropole nationale de Brandeville, oorlogskerkhof voor Franse gesneuvelden uit de Eerste Wereldoorlog

## Geografie
De oppervlakte van Brandeville bedraagt 12,4 km², de bevolkingsdichtheid is 11,4 inwoners per km².
De onderstaande kaart toont de ligging van Brandeville met de belangrijkste infrastructuur en aangrenzende gemeenten.

## Demografie
Onderstaande figuur toont het verloop van het inwonertal (bron: INSEE-tellingen).